# Episodi di C'è sempre il sole a Philadelphia (quindicesima stagione)
La quindicesima stagione della serie televisiva C'è sempre il sole a Philadelphia è stata trasmessa negli Stati Uniti a partire dal 1 dicembre al 22 dicembre 2021 su FXX.
In Italia, la stagione è stata pubblicata su Disney+ dal 31 luglio 2024.
| nº | Titolo originale                        | Titolo italiano                                  | Prima TV USA     | Prima TV Italia |
| -- | --------------------------------------- | ------------------------------------------------ | ---------------- | --------------- |
| 1  | 2020: A Year In Review                  | 2020: un anno da ricordare                       | 1 dicembre 2021  | 31 luglio 2024  |
| 2  | The Gang Makes Lethal Weapon 7          | Arma letale 7                                    | 1 dicembre 2021  | 31 luglio 2024  |
| 3  | The Gang Buys a Roller Rink             | Come eravamo                                     | 8 dicembre 2021  | 31 luglio 2024  |
| 4  | The Gang Replaces Dee With a Monkey     | Una scimmia al posto di Dee                      | 8 dicembre 2021  | 31 luglio 2024  |
| 5  | The Gang Goes to Ireland                | Profumi e sapori dall'Irlanda                    | 15 dicembre 2021 | 31 luglio 2024  |
| 6  | The Gang's Still in Ireland             | Il castello incantato                            | 15 dicembre 2021 | 31 luglio 2024  |
| 7  | Dee Sinks in a Bog                      | Dee rimane bloccata in un pantano                | 22 dicembre 2021 | 31 luglio 2024  |
| 8  | The Gang Carries a Corpse Up a Mountain | La Gang trascina un cadavere su per una montagna | 22 dicembre 2021 | 31 luglio 2024  |

## 2020: un anno da ricordare
- Titolo originale: 2020: A Year In Review
- Diretto da: Todd Biermann
- Scritto da: Charlie Day, Glenn Howerton e Rob McElhenney

## Arma letale 7
- Titolo originale: The Gang Makes Lethal Weapon 7
- Diretto da: Pete Chatmon
- Scritto da: Keyonna Taylor e Katie McElhenney

## Come eravamo
- Titolo originale: The Gang Buys a Roller Rink
- Diretto da: Richie Keen
- Scritto da: Rob Rosell e David Hornsby

## Una scimmia al posto di Dee
- Titolo originale: The Gang Replaces Dee With a Monkey
- Diretto da: Todd Biermann
- Scritto da: Glenn Howerton e Nina Pedrad

## Profumi e sapori dall'Irlanda
- Titolo originale: The Gang Goes to Ireland
- Diretto da: Megan Ganz
- Scritto da: Charlie Day, Glenn Howerton e Rob McElhenney

## Il castello incantato
- Titolo originale: The Gang's Still in Ireland
- Diretto da: Megan Ganz
- Scritto da: Charlie Day, Glenn Howerton e Rob McElhenney

## Dee rimane bloccata in un pantano
- Titolo originale: Dee Sinks in a Bog
- Diretto da: Pete Chatmon
- Scritto da: Rob Rosell e David Hornsby

## La Gang trascina un cadavere su per una montagna
- Titolo originale: The Gang Carries a Corpse Up a Mountain
- Diretto da: Richie Keen
- Scritto da: Megan Ganz